# Kuno Möller

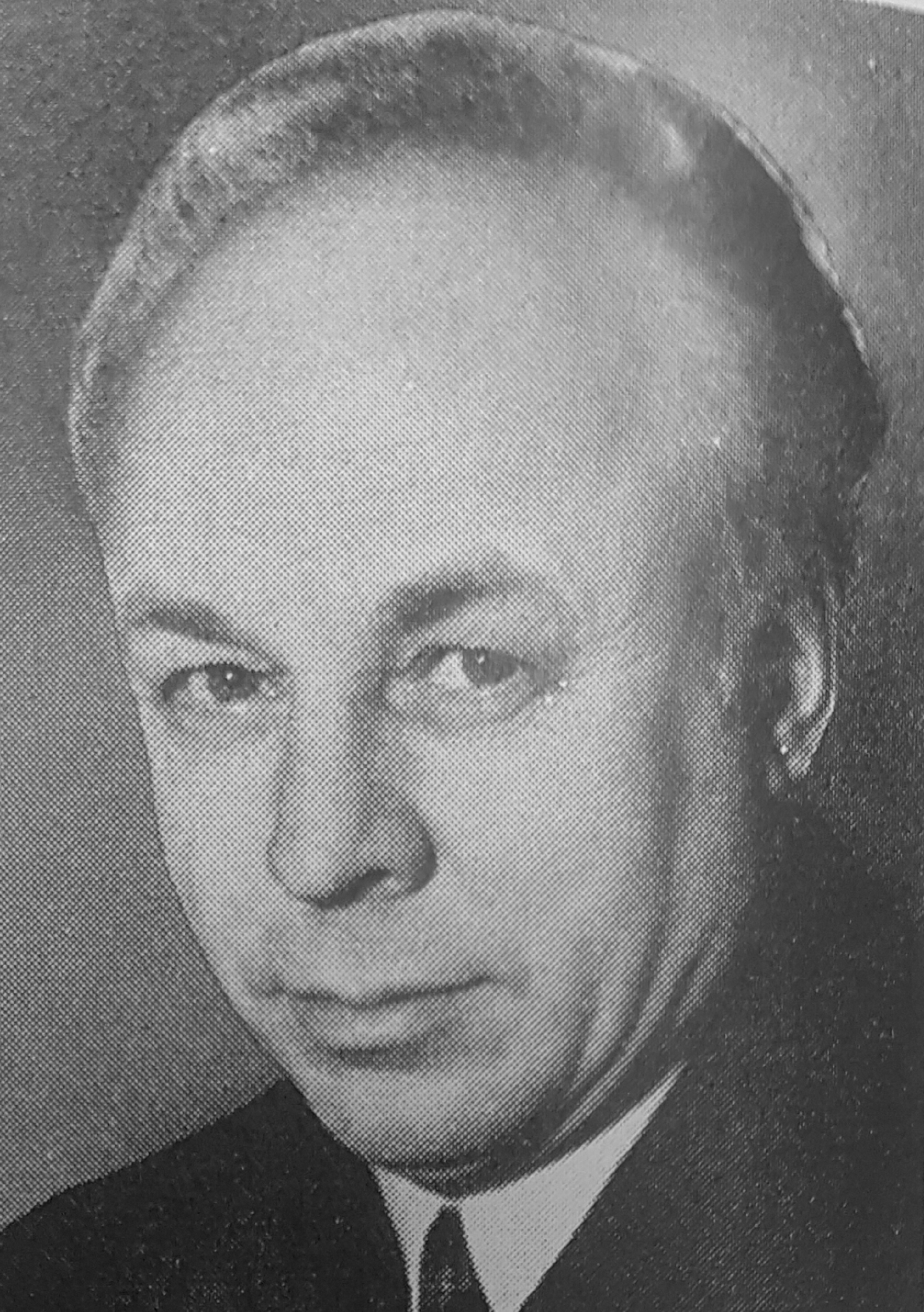
Kuno Möller

Kuno Möller, född 29 augusti 1890, död 26 februari 1976, var en svensk industriman.
Möller blev diplomingenjör i Charlottenburg 1914 och var direktör för Södertälje bindgarnsfabrik 1919-24, vid Malmö stora valskvarn 1924, för Falkenbergs elektriska valskvarn från 1925 och för AB Kvarnintressenter från 1927. 
Möller var 1931-40 direktör för svenska spannsmålsföreningen och för Margarinbolaget AB 1940-56.